# Жовтий гусарський полк
Жовтий гусарський полк — поселенський полк російського війська створений 1764 року з Новосербського гусарського полку у складі Новоросійської губернії. У 1765 році полк увійшов до складу Лисаветградської провінції.
Займав території північного сходу Кіровоградської області.
До складу полку входило 16 рот (сотень): 1) Крюків, 2) Табурище, 3) Крилів, 4) Кам'янка (Кам'яні Потоки), 5) Земун, 6) Павлиш, 7) Чонград (Андрусівка), 8) Вершацьк, 9) Глинськ, 10) Диківка, 11) Дмитрівка, 12) Бечка, 13) Вараждин, 14) Косівка, 15) Янов, 16) Шалмош.
1776 року полк увійшов до складу Крюківського повіту і частково до Лисаветградського повіту Новоросійської губернії. На території полку було утворено два нові гусарські полки: Македонський (штаб-квартира у Крюкові) і Далматський (штаб-квартира у Дмитрівці), які існували до 1783 року.

## Джерело
Н. А. Никифоренко щоденник подорожі І. А. Гільденштедта Єлизаветградською провінцією (травень — липень 1774 року)[недоступне посилання з травня 2019]